# Jubileo de Oro de la reina Margarita II de Dinamarca
El Jubileo de Oro de la reina Margarita II de Dinamarca es un evento que tuvo lugar en el año 2022, año que marcó los 50 años del ascenso de la reina Margarita II de Dinamarca al trono danés, tras el fallecimiento de su padre, el rey Federico IX, acontecido el 14 de enero de 1972.
Se planificaron una serie de eventos para conmemorar el jubileo en varios lugares de Dinamarca a lo largo del año, a pesar de esto, las celebraciones del Jubileo fueron suspendidas y posteriormente aplazadas por el fallecimiento de Isabel II del Reino Unido, quien era prima lejana de Margarita II.

## Celebraciones
Debido a la pandemia de COVID-19, la Casa Real de Dinamarca anunció oficialmente el 17 de diciembre de 2021 que la mayoría de los eventos planificados relacionados con el jubileo de la reina se pospondrán hasta fines del verano de 2022. Se llevaron a cabo algunos eventos ese día. del aniversario, como una reunión en el Consejo de Estado y una recepción en el Parlamento danés.
Varios de los eventos que estaban programados para conmemorar el Jubileo a mediados de enero de 2022 se llevarán a cabo los días 10 y 11 de septiembre del 2022, pero estos eventos se redujeron en muestra de solidaridad por el fallecimiento de la reina Isabel II del Reino Unido, el 8 de septiembre del 2022, por el cual varios de esos eventos, fueron postergados para finales del año.

## Programación del Jubileo

### Evento del Día de la Adhesión
En la mañana del 14 de enero, la reina y el príncipe heredero Federico de Dinamarca participaron en una reunión especial y formal del Consejo de Estado con motivo del 50.º aniversario del ascenso al trono de la reina. Esta fue la 560.ª reunión del Consejo de Estado del reinado de Margarita II. Debido a la pandemia, solo había cinco ministros, incluida la primera ministra Mette Frederiksen, y, en honor a la ocasión, no se llevaron a cabo los procedimientos habituales.
Más tarde esa mañana, la celebración oficial del Jubileo de la reina del Parlamento danés tuvo lugar en la Cámara Landsting en el Palacio de Christiansborg. A su llegada, los miembros de la familia real firmaron el libro de visitas. La celebración comenzó con un discurso del presidente del Parlamento, Henrik Dam Kristensen. Luego, la primera ministra Mette Frederiksen entregó el regalo del Parlamento danés y el Gobierno a la reina. El obsequio es una obra de arte decorativa en el pavimento, que se instalará en el centro cultural North Atlantic House en Copenhague, simbolizando los lazos entre las Islas Feroe, Groenlandia y Dinamarca. Se espera que esté terminado a principios del 2023.
Más tarde, ese mismo día, hubo una ceremonia de colocación de ofrendas florales, alrededor del mediodía, en la tumba del rey Federico IX y la reina Ingrid en la catedral de Roskilde para conmemorar los 50 años desde el fallecimiento del rey. La reina, el príncipe heredero Federico, la princesa heredera María de Dinamarca, el príncipe Joaquín de Dinamarca, la princesa Marie de Dinamarca y la princesa Benedicta de Dinamarca depositaron ofrendas florales en la tumba de la catedral de Roskilde. La reina hizo una profunda reverencia antes de abandonar el lugar. La reina Ana María de Dinamarca no participó como estaba previsto en la ceremonia de colocación de la corona porque su esposo, el rey Constantino II de Grecia, estaba infectado con coronavirus y, por lo tanto, la reina Ana María no pudo viajar a Dinamarca.
Por la noche, la reina fue sorprendida por su familia con una cena organizada en secreto en el Palacio de Christian VII en Amalienborg. La mesa de la cena estuvo puesta con el servicio Flora Danica, la vajilla danesa más valorada. La última vez que la familia real utilizó el servicio fue para el 80 cumpleaños de la reina Ingrid en 1990.
La gente podría enviar felicitaciones digitales a la reina a través del sitio web real. Debido a la pandemia, no fue posible enviar felicitaciones por escrito en persona en el Palacio Amarillo.

### 21 de enero

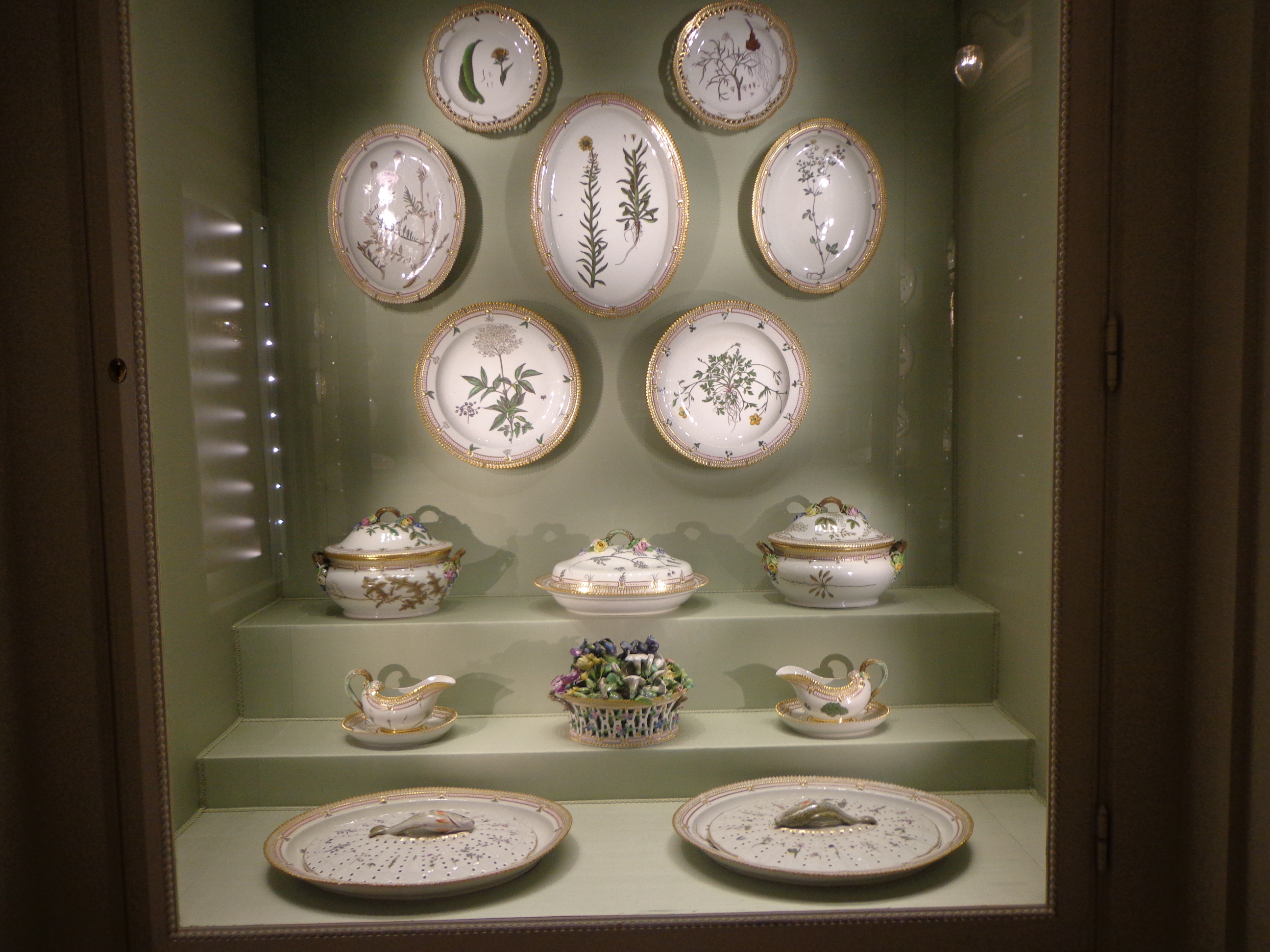
Parte del juego de cena Flora Danica original en exhibición en el Gabinete Flora Danica en el Palacio de Christiansborg, en el 2013

El 21 de enero de 2022, la reina, el príncipe heredero Frederik, la princesa heredera Mary y la princesa Benedikte asistieron a la inauguración de la exposición especial "El joyero de una reina: 50 años en el trono contados a través de joyas" en el Museo Amalienborg en el Palacio de Christian VIII.
La exposición formaba parte de la celebración del Jubileo de Oro de la reina y la inauguración estaba prevista para el 13 de enero de 2022, pero se pospuso debido a la COVID-19.
La exhibición mostró más de 200 piezas de joyería conocidas y menos conocidas de la colección de joyas de la reina, que la reina había usado en uno o más eventos privados u oficiales durante su reinado de 50 años.
La reina expresó una guía de audio, que se proporcionó a los visitantes. En la guía, cuenta sobre piezas seleccionadas de joyería y eventos.
La exposición estuvo abierta al público desde el 22 de enero hasta el 23 de octubre de 2022.

### 21 de mayo: Conmemoraciones en Tivoli
El Jubileo de Oro de la reina se celebró el 21 de mayo de 2022 en Tivoli con eventos en el parque de atracciones y una gala de ballet en la Sala de Conciertos de Tivoli. A la gala asistieron la reina y miembros de la familia real. Entre otros, la gala de ballet contó con bailarines del Ballet de Hamburgo, el Royal Ballet de Londres, la Ópera de París, el New York City Ballet y el Royal Danish Ballet. El parque de atracciones retransmitió la gala de ballet en una gran pantalla. La gala del ballet se presentó tanto el 21 como el 22 de mayo de 2022.
Se inauguró en Tivoli una exposición con trajes de ballet seleccionados diseñados por la reina a lo largo de sus 20 años de trabajo artístico.
El día en Tivoli concluyó con fuegos artificiales.

### 3 y 4 de junio: celebraciones en el municipio de Aarhus
Del 3 al 4 de junio, la reina visitó el Municipio de Aarhus, donde se llevaron a cabo las celebraciones de su Jubileo de Oro.

### Exhibiciones en Cahors
Durante el verano, la ciudad francesa de Cahors realizó dos exposiciones, ambas tituladas "Margrethe II de Dinamarca: Artista-Reina", como parte de las celebraciones del Jubileo de Oro. En el Musée Henri-Martin, del 15 de julio de 2022 al 5 de marzo de 2023, se exhibirán un total de 70 obras, incluidas pinturas, acuarelas y decoupage realizadas por la reina. La biblioteca de la ciudad, Médiathèque du Grand Cahors, exhibió las viñetas de la reina para la obra de Tolkien La trilogía de El señor de los anillos del 15 de julio al 13 de octubre del 2022.

### Eventos en septiembre
Tras la muerte de la reina Isabel II el 8 de septiembre, Margarita II ordenó que se cancelaran o redujeran en gran medida muchos eventos del jubileo. La celebración ceremonial con el Escuadrón Montado del Regimiento de Húsares de la Guardia y el transporte en carruajes tirados por caballos por Royal Mews fueron cancelados a raíz de la muerte de la reina Isabel.
El 10 de septiembre, se esperaba que la reina y la familia real aparecieran en el balcón del Palacio de Christian IX en Amalienborg, luego del cambio de guardia al mediodía, donde grandes multitudes de simpatizantes podrían reunirse para animarla. Este evento fue cancelado por la reina Margarita tras la muerte de la reina Isabel. También se esperaba que Margrethe participara en una procesión de carruajes hasta el Ayuntamiento de Copenhague para un almuerzo oficial y otra aparición en el balcón. Este evento fue pospuesto para una fecha posterior.
La reina asistió a una función de gala en su honor en el Teatro Real de Copenhague, donde la función continuó de forma modificada. La actuación musical en Krinsen en Kongens Nytorv, que estaba prevista para la noche, fue cancelada. The musical performance at Krinsen on Kongens Nytorv, which was planned for the evening, was cancelled.
El 11 de septiembre, la reina Margarita asistió a un servicio especial de acción de gracias en la Iglesia de Nuestra Señora - Catedral de Copenhague, que fue modificada a petición de Margarita tras la muerte de Isabel II. A mediodía se celebró un almuerzo en el Royal Yacht Dannebrog. Por la noche, la reina ofreció una cena de gala en el Palacio de Christiansborg, a la que asistieron la familia real, invitados extranjeros y dignatarios daneses. Este evento también tuvo lugar en una forma modificada.
El 23 de septiembre, la reina celebró una velada para el Gobierno, el Parlamento danés y los miembros daneses del Parlamento Europeo en el Gran Salón del Palacio de Christiansborg.

## Otros eventos
En noviembre, se publicó el retrato oficial del Jubileo. Está tomada por el fotógrafo Per Morten Abrahamsen.
El 3 de enero del 2022, PostNord emitió una nueva hoja de tres sellos para conmemorar el Jubileo de Oro de la reina.
También se emitieron nuevos sellos postales en Groenlandia y las Islas Feroe. El sello de Groenlandia muestra a la reina cerca de un fiordo rodeado de icebergs, y el sello de las Islas Feroe muestra a la reina cerca de las ruinas de la Catedral de San Magnus en el pueblo de Kirkjubøur en la isla de Streymoy. Los sellos emitidos son obra del ilustrador Martin Mörck, quien convirtió las fotografías de la reina con sus trajes nacionales de Groenlandia y las Islas Feroe del fotógrafo Steen Brogaard en sellos híbridos fotográficos e ilustrados.
La Royal Danish Mint emitió una moneda conmemorativa para conmemorar el Jubileo de la reina. El anverso presenta la efigie de la reina elaborada por la escultora Kathrine S. Moseholm. En el reverso, hay un patrón creado por el número 50, que simboliza el Jubileo. El patrón es un guiño a los cuatro palacios de Amalienborg y la plaza del palacio.
Con motivo del Jubileo, se entregó una medalla conmemorativa. La medalla, que está hecha de plata dorada y rematada con una corona, presenta en el anverso un retrato de cuerpo entero de la reina rodeada por tres leones de plata. El reverso presenta el monograma coronado de la reina rodeado por los collares de la Orden de Dannebrog y la Orden del Elefante y con la inscripción "14 DE ENERO DE 1972 - 14 DE ENERO DE 2022".
Los Pabellones del Hermitage y el Puente Real en el Jardín del Palacio de Fredensborg se restaurarán para conmemorar el Jubileo de Oro de la reina. La restauración es posible gracias a una donación de 24 millones de coronas danesas de la Fundación A.P. Møller y Chastine Mc-Kinney Møller para fines generales. El trabajo en los Pabellones y el Puente Real comenzó en la primavera de 2022 y se espera que finalice a fines de 2022, pero los Pabellones estarán terminados a principios de 2024.